# Infinity (juego de guerra)
Infinity es un juego de guerra en miniatura de ambientación futurista, con gran influencia estética de los mangas japoneses. A este primer wargame le siguen Aristeia!, un juego de mesa sobre un deporte sangriento de fantasía que se jugaría en ese universo e Infinity Code One, una versión simplificada de Infinity, especialmente para partidas rápidas o para enseñar a jugar antes de entrar al juego completo.

## Historia
El juego se ambienta 175 años en el futuro y trata sobre los conflictos que se dan entre las distintas facciones humanas y sus amenazas más directas. Estas disputas tienen como origen a la conquista del espacio, el control de los recursos y la supremacía. Ciento setenta y cinco años en el futuro, la Humanidad ha conseguido sobrevivir a sí misma, pero ¿por cuánto tiempo? 
La raza humana ha alcanzado las estrellas. A través de agujeros de gusano, enormes naves comerciales de propiedad internacional saltan de un sistema a otro, en una ruta-bucle prefijada que hace que se les llame Circulares. Las Circulares son controladas por O-12, un organismo internacional que es la segunda generación de la ONU, pero con una mayor capacidad de decisión y de actuación. Una única Inteligencia Artificial, ALEPH, masivamente poderosa, presente en toda la Esfera Humana e imprescindible para las grandes potencias, ayuda a O-12 a mantener el frágil equilibrio entre ellas. 
Las antiguas naciones se han agrupado en grandes bloques federales internacionales, que se han repartido los sistemas estelares que han demostrado ser adecuados para la vida humana. Estas nuevas potencias, mucho más poderosas que las antiguas, se siguen moviendo con los viejos motores de la historia humana: el espacio vital, los recursos y el poder. Todas quieren lo mismo, y la convivencia es difícil. Los enfrentamientos y conflictos son habituales. 

## Facciones
En el universo de Infinity, los grandes potencias están compuestas por varias naciones, grupos socioculturales y organizaciones, cada cual con características e intereses distintos, pero que han aprendido a convivir y actuar conjuntamente. 

### PanOceanía
PanOceanía es la número uno, la gran potencia en la Esfera Humana. Posee el mayor número de planetas, la economía más rica, y dispone de la tecnología más avanzada. Pragmática y generosa, PanOceanía es un crisol de culturas, heredera de la mejor tradición de democracia y bienestar de occidente. Orgullosa de sí misma y algo prepotente, cuenta con la sociedad y el ejército más tecnificado de la Esfera, y le gusta alardear de ello.

### YuJing
La otra gran potencia, el eterno rival, conspirando e intrigando continuamente para derrocar a su adversario es Yu Jing (léase Yu Ching), el gigante asiático. Hablamos de la 2º superpotencia humana por detrás de la todopoderosa PanOceania, heredera de China que unificó todo el sudeste asiático.

### Ariadna
Ariadna está integrada por los descendientes de la primera nave colonizadora humana, que desapareció en un agujero de gusano y se dio por perdida. Aislados en un planeta remoto y hostil, los ariadnos –cosacos, americanos, escoceses y franceses– se convirtieron en una raza dura, y tecnológicamente menos avanzada, que acaba de entrar en contacto con la Esfera Humana y trata de hacerse un hueco sin ser sometida por las demás potencias.  

### Haqqislam
Haqqislam, el Nuevo Islam, es una potencia menor, que posee un único sistema, Bourak. Apartándose de los fundamentalismos, Haqqislam basa su cultura en un Islam de carácter humanista, filosófico y en continuo contacto con la Naturaleza. La ciencia Biosanitaria y la Terraformación son las mejores bazas de Haqqislam, que cuenta con las mejores academias de Medicina y Planetología de la Esfera Humana.

### Nómadas
Los Nómadas están formados por tres enormes naves, que, descontentas con una sociedad controlada por grandes bloques macroeconómicos y por la I.A. ALEPH se han separado de ella, vagando por el espacio y comerciando de sistema en sistema. Tunguska, se dedica al tráfico y almacenaje de información, Corregidor ofrece mano de obra especializada a buen precio y Bakunin, todo lo exótico e ilegal de cualquier ámbito, desde moda a nanoingeniería

### Ejército Combinado
Y mientras la Humanidad se devora a sí misma, una nueva amenaza, quizá la más terrible de todas, ha logrado plantar una cabeza de puente en plena Esfera Humana. Un Ejército Combinado de varias razas alienígenas, unidas bajo el dominio de una Inteligencia Evolucionada, un intelecto artificial supremo muy antiguo, con aspiraciones hegemonizantes sobre cualquier raza que se cruce en su camino.
Una pequeña fuerza expedicionaria, equipada con una tecnología superior a la humana, que ha logrado enfrentarse a todo lo que la Esfera ha lanzado contra ella, y que parece esperar refuerzos... 
Es un ejército compuesto por diferentes combinaciones de razas, agrupadas todas bajo un mismo estandarte, que va colonizando sectores de la galaxia y anexionándose planetas, agrandando así sus recursos bélicos.

### ALEPH
ALEPH, la Inteligencia Artificial única que controla la red de datos de toda la Esfera Humana y también los grandes sistemas tecnológicos internacionales. ALEPH es la gran aliada de la Humanidad, sin la que el sistema sociopolítico y económico intergaláctico no se sostendría.
Pero, ¿quién puede saber lo que piensa realmente ALEPH? Sus representantes te dirán que para la IA, la Esfera es su hogar y su responsabilidad, el creador al que ayudar y junto al cual caminar hacia el futuro, poniendo todos sus esfuerzos en el progreso de toda la Humanidad. Sus detractores, la Nación Nómada, te asegurará que para ALEPH, la Esfera es el campo de juegos, el teatro de marionetas que manejar, un simple medio para un único fin, que es ALEPH misma. 
Se trata de un ejército bastante tecnificado, con armamento muy variado, potente, versátil y muchos tipos de unidades para hacer frente a prácticamente cualquier enemigo. Por regla general,a nivel tecnológico solo le igualan PanOceania y la I.E..Sin tener un fondo de armario de unidades demasiado alto en comparación a otros ejércitos (es la segunda facción más joven) puede lidiar perfectamente contra cualquier enemigo.

### Tohaa
Los Tohaa son una avanzada civilización alienígena, en guerra abierta con la IE y su Ejército Combinado. Custodios de uno de los mayores tesoros del universo, han resistido los embates de la IE durante más tiempo que ninguna otra raza de esta galaxia. Los Tohaa destacan en el uso de la biotecnología, disponiendo de temibles armas virales y de resistentes armaduras simbióticas, pero también modificando a otras especies, dotándolas de más inteligencia, para que puedan luchar a sus órdenes. 
Como civilización eminentemente exploradora, los Tohaa tienen un largo historial de contacto con otras especies, no todas ellas amigables, y en muchas ocasiones, muy peligrosas. Los Delegados Diplomáticos son los primeros en realizar el contacto inicial y entrar en terreno desconocido. Por ello, se les exige una gran preparación, mucha sangre fría y un grado de profesionalidad absoluto, porque entre sus atribuciones también se incluye el espionaje de alto nivel, siempre implícito, nunca explicitado, así como la conspiración y la intriga. Con tal motivo, los Delegados Diplomáticos son protagonistas de numerosas obras de ficción de la industria del entretenimiento Tohaa, encarnando el perfecto ideal de espía elegante, refinado y glamuroso. 

### NA2
Los recientes eventos desencadenados por el levantamiento del Ejército Secesionista Japonés (o JSA por sus siglas en inglés) en contra del Imperio Yu Jing, dieron nacimiento a la facción de los Ejércitos No Alineados, en esta nueva facción se agruparán de ahora en adelante los pequeños ejércitos que no pertenecen a las grandes potencias, tales como el Ejército Sectorial Japonés o los mercenarios que anteriormente eran una facción en sí mismos.

#### Mercenarios
Las Compañías Mercenarias y los “guerreros corporativos” proveen de apoyo logístico, táctico y letal a cualquiera que esté dispuesto a pagar sus tarifas, desde un ejército estatal a O-12, o la industria energética. En esta situación, el soldado profesional es como una mercancía que se vende o alquila, sirviendo en el interior de un país, en colonias, misiones comerciales avanzadas, mega-corporaciones, familias de las diversas mafias, empresas de transportes, de seguridad, de tráfico de información, etc. Con el nacimiento de la NA2 los Mercenarios pasaron a formar parte de esa heterogénea facción.